# Brzezia Łąka (gromada 1968–1972)
Brzezia Łąka (do 30 VI 1968 Śliwice) – dawna gromada, czyli najmniejsza jednostka podziału terytorialnego Polskiej Rzeczypospolitej Ludowej w latach 1954–1972.
Gromady, z gromadzkimi radami narodowymi (GRN) jako organami władzy najniższego stopnia na wsi, funkcjonowały od reformy reorganizującej administrację wiejską przeprowadzonej jesienią 1954 do momentu ich zniesienia z dniem 1 stycznia 1973, tym samym wypierając organizację gminną w latach 1954–1972.
Gromadę Brzezia Łąka z siedzibą GRN w Brzeziej Łące utworzono 1 lipca 1968 w powiecie oleśnickim w woj. wrocławskim w związku ze zmianą nazwy gromady Śliwice (z siedzibą w Brzeziej Łące) na gromada Brzeziej Łące. Dla gromady ustalono 27 członków gromadzkiej rady narodowej. 
Gromada przetrwała do końca 1972 roku, czyli do kolejnej reformy gminnej.